# Інертодетриніт

Інертодетриніт.JPG

Інертодетриніт (рос. инертодетринит, англ. inertodetrinite, нім. Inertodetrinit m) — у петрографії — мацерал інертинітової мацеральної групи, що зустрічається у вигляді розрізнених дрібних уламків різноманітної форми, які стають помітними завдяки відбивній здатності, вищій, ніж у відповідних вітринітових мацералів.

## Загальна характеристика
Інертодетриніт складається з тонких частинок, з порівняно сильною відбивною здатністю, розміром звичайно менше 30 мкм. Загалом вони є уламками або залишками фюзиніту, семифюзиніту, макриніту і склеротиніту. Враховуючи невеликий розмір ці частинки в більшості випадків неможливо з певністю віднести до якого-небудь мацералу групи інертиніту, тому вони об'єднані під загальним збірним терміном «Інертодетриніт».
При описі фюзиніту вказувалося, що деякі фюзенізовані тканини руйнувалися під тиском перекриваючих порід або навіть ще до того як попадали в пласт, внаслідок чого вони перетворювалися на масу окремих уламків. Це справедливо і для семифюзиніту зі змінною відбивною здатністю, а також для склеротиніту. Уламки фюзенізованої клітинної тканини звичайно мають гострокуті форми. Необхідне принаймні 200-кратне збільшення, щоб визначити інертодетриніт.
При дослідженнях фюзенізованних частинок вони фіксуються як інертодетриніт тільки в тому випадку, якщо не мають комірчастої структури. Збереження навіть однієї клітин служить достатнім критерієм комірчастої структури. В інертодетриніті іноді включені фюзенізовані міоспори або уламки.
Інертодетриніт третинного м'якого або твердого бурого вугілля представлений уламками фюзиніту.
Частинки інертодетриніту мають надзвичайно різноманітне походження. Це можуть бути залишки стінок клітин фюзиніту або семифюзиніту, залишки речовин, що наповнюють клітини, залишки грибниці і частинки спор грибів, або склероцій, а також фюзинізовані мікроспори. В переважній більшості випадків неможливо точно визначити походження частинок через їх надзвичайно малий розмір.
Відбивна здатність частинок інертодетриніту може змінюватися в широких межах, але вона завжди вище, ніж відбивна здатність вітриніту. У відбитому світлі колір інертодетриніту білий до блідо-сірого, а в прохідному — чорний до темно-коричневого. Абразивна твердість в нього вище, ніж у вітриніту, але вона змінюється залежно від походження. Хімічні властивості інертодетриніту такі ж, як і інших мацералів групи інертиніту. Для них характерний високий вміст вуглецю і низький — водню.

## Походження терміна
Термін введений в 1964 р. Міжнародним комітетом з петрології вугілля і органічної речовини (МКПВОР).
Походження слова: inertus (лат.) — інертний, detritus (лат.) — абразія. Синоніми: частково фюзинітовий уламок і семіфюзинітовий уламок; частково опаковий аттрит.

## Властивості
Крупність частинок становить < 10 мкм максимум для суцільних зерен і < 10 мкм мінімум для ниткоподібних уламків. Важливим критерієм для розпізнавання І. є розрізненість його частинок. На практиці частинки діаметром < 2 мкм відносять до мікриніту (Діссель, 1992 р.). Окремі інертинітові непошкоджені клітини і вигнуті уламки клітинних стінок фюзиту з золовою структурою включаються у фюзиніт незалежно від їхньої крупності.
Відтінки сірого і відбивна здатність істотно змінюються в межах одного і того ж вугілля в залежності від різних попередників інертиніту. У вугіллі з діапазоном 0,5—1,4 % RrVit переходи до попутного вітродетриніту носять поступовий характер. На стадії антрациту частина І. стає подібною вітродетриніту.
І. не флуоресціює за винятком частинок з відносно низькою відбивною здатністю в низько- і середньовуглефікованому вугіллі.
Твердість І. вища, ніж у вітринітових мацералів, але варіює в залежності від походження частинок.
Хімічні властивості схожі з інертинітовими мацералами.

## Генезис
У І. є безліч фітогенетичних попередників, які зазнали фюзинітизації в тій або іншій мірі: стінки клітин рослин або їхній вміст, флобафени з тканин (Тейлор і інш., 1998 р.), окиснені спори і їхні складові частини, близькі за походженням до грибів. Багато частинок І. є залишками пожеж на торфовищах або навколо них. У зв'язку з цим викопне деревне вугілля є основним попередником І. кутастої форми.

## Розповсюдження
І. є компонентом мікролітотипів тримацериту, вітринертиту і дюриту, в яких він зустрічається в різних кількостях, найбільше — в деяких тенюідуритах. Алохтонний І. може зустрічатися разом з глинистими мінералами, піритом або альгінітом у відкладах лускатої текстури ступінчастого нашарування (Діссель, 1992 р.; Петерен і Андсб'єрг, 1996 р.). І. рідко зустрічається у вугіллі кам'яновугільного періоду північної півкулі і відносно рідко в російському вугіллі пермсько-кам'яновугільного періоду. Високі концентрації І. зафіксовані у вугіллі Канади крейдового періоду (Калкреут і Лекі, 1989 р.), в деяких зразках вугілля Гондвани, де І. є характерною складовою, а також у вугіллі юри північно-західної Європи (Північне море), де він поширений (Петерсен і інш., 1998 р.). На І. багате вугілля підводного походження, наприклад, сапропелеве, а також глинисті і піщані відклади. Крім того, І. є одним з типових мацералів в клародюриті і дюриті, які утворилися або в лімно-очеретяному середовищі, або за рахунок рівня підземних вод, що змінюється в наземних фаціях. І. нагромаджується також завдяки аеробному розкладанню у верхній частині куполоподібного торфу (Мор і інш., 1996 р.). Велика частина І. належить до керогену типу IV («мертвий вуглець»), однак в залежності від реакційної здатності (на що вказує відносно низька відбивна здатність) І. може також бути частиною керогену типу III.

## Технологічні властивості
Значущість І. для технологічних процесів залежить від його кількості в початковій сировині. При виробництві коксу з шихти, яка містить багато бітумінозного вугілля з високим вмістом летких речовин, велика кількість І. підвищує механічну міцність коксу (Панайтеску, 1991 р.).